# Демзин
Демзин (нем. Demsin) — бывшая община (коммуна) в Германии, в земле Саксония-Анхальт. 
Входила в состав района Йерихов. Подчинялась власти Эльбе-Штремме-Финер. Население составляло 382 человека (на 31 декабря 2006 года). Занимала площадь 22,35 км².
Община Демзин существовала до 31 декабря 2009 года. Она подразделялась на поселения Гросдемзин, Кляйндемзин, Кляйнвустервиц и подрайоны Бинненхайде, Драйхойзер, Ведерсхоф. 1 января 2010 года вошла в состав города Йерихов. Последним бургомистром был Юрген Шташулль.